# Насоново (Новосибирская область)
Насо́ново — деревня в Болотнинском районе Новосибирской области. Входит в состав Карасёвского сельсовета.

## География
Площадь деревни — 1 гектар.

## Население
| 2002 | 2007 | 2010 |
| ---- | ---- | ---- |
| 3    | →3   | ↗4   |

## Инфраструктура
В деревне по данным на 2007 год отсутствует социальная инфраструктура.